# اچ‌نوام‌اس الیدا
اچ‌نوام‌اس الیدا ممکن است به یکی از موارد زیر اشاره داشته باشد:
- اچ‌نوام‌اس الیدا (۱۸۴۹)
- اچ‌نوام‌اس الیدا (۱۸۸۰)